# Список гвардейских миномётных бригад РККА
Список гвардейских миномётных бригад РККА — перечень бригад гвардейских миномётов РККА ВС Союза ССР. 
Первые шесть тяжёлых гвардейских миномётных бригад были сформированы на основании Приказа СВГК № 00244, от 26 ноября 1942 года, которые вошли в состав трёх вновь сформированных гвардейских тяжёлых миномётных дивизий. В дальнейшем, вплоть до декабря 1944 года, в составе ГМЧ были сформированы ещё бригады. На январь 1945 года общее количество бригад достигло 40 единиц. Причём в составе ГМЧ состояли две учебные бригады и одна (40 гвмбр), была как учебная бригада.

## Бригады
| Полное действительное наименование                                                                                         | Командиры | Состав |
| --- | --- | --- |
| 1-я гвардейская тяжёлая миномётная Керченская Краснознамённая ордена Богдана Хмельницкого бригада                          | полковник Колесников Петр Васильевич (до 2.1943, затем ком-р 1 ГМД), Герой Советского Союза гв. полковник Родичев Михаил Матвеевич (с 2.1943 — 1945), полковник Соловьев Виктор Григорьевич (в 11 — 12.1943, затем ком-р 1 ГМД), врио майор Китовчев А. М. (с 9 — 10.1943), врио майор Кашкин Л. П. (с 16.10 по 11.1943), врио полковник Скирда Н. В. (в 2 — 4.1945); Расформирована в 7.1945 г.                           | 71 огмдн / 1; 555 огмдн / 2; 562 огмдн / 3; 563 огмдн / 4; парковый д-н;                                                                                           |
| 2-я гвардейская тяжёлая миномётная Ленинградско-Берлинская Краснознамённая орденов Кутузова и Богдана Хмельницкого бригада | подполковник / полковник Дегтяренко, Николай Антонович (с 26.11.1942 до 12.02.1944, затем ком-р 5 ГМБр), инженер-подполковник Волков Алексей Александрович (с 15.02.1944, с 6.1944 — ком-р 89 ГМП), полковник Карпачев Сергей Моисеевич (с 6.1944 до 3.1946, затем в 16 гв. минбр), полковник Вальченко Петр Иванович (3.1946 — 7.1947);                                                                                   | 566 огмдн / 1; 568 огмдн / 2; 570 огмдн / 3; 571 огмдн / 4; парковый д-н (из 567 и 569 огмдн);                                                                     |
| 3-я гвардейская тяжёлая миномётная орденов Кутузова и Красной Звезды бригада                                               | майор / подполковник / полковник Михайлов Александр Васильевич (с 1943 по 6.1945, в 12.1943 — ранен, затем нач. 3 отд. УБП и БМ ГБТУ КА), и. о. майор Мухачёв, Яков Иванович (с 11.1943 до 2.1944, одновременно замком 326 ГМП, с 4.1944 — ком-р 75 ГМП); | 68 огмдн (1-е ф.) / 1; 72 огмдн / 2; 74 огмдн / 3; 572 огмдн / 4;                                                                                                  |
| 4-я гвардейская тяжёлая миномётная бригада (1-го формирования)                                                             | 1-е формирование — полковник Королев Федор Григорьевич (с 26.11.1942, убит — 11.01.1943), майор Дайнеко Макар Артемьевич (с 1.1943, затем — замком 33 ГМБр); | 97 огмдн; 502 огмдн (1-е ф.); 579 огмдн (1-е ф.); 582 огмдн (1-е ф.); парковый д-н (из 502 (1-е ф.) и 582 (1-е ф.) огмдн); 3.01.1943 — 30.01.1943 — расформирован; |
| 4-я гвардейская тяжёлая миномётная Белостокская орденов Кутузова и Александра Невского бригада                             | 2-е формирование — подполковник Корецкий Иван Григорьевич (с 6.1943, затем зам ком арт. по ГМЧ 5 гв. А), полковник Корытько Николай Николаевич (с 6.1944), полковник Волков Алексей Александрович (1.1945 до 3.1945, затем замком по ГМЧ 19 А), полковник Сухушин Иван Александрович (с 3.1945); | 92 огмдн (2-е ф.) / 1; 520 огмдн (2-е ф.) / 2; 541 огмдн (2-е ф.) / 3; 542 огмдн (2-е ф.) / 4; парковый д-н (из 579 огмдн (1-е ф.));                               |
| 5-я гвардейская тяжёлая миномётная Ленинградская Краснознамённая ордена Кутузова бригада                                   | полковник Захаров (1.1943, ком-р 5 ГМБр и формирующегося 6 ГМБр), полковник Карпачев Сергей Моисеевич (с 2.1943 до 6.1944. затем ком-р 2 ГМБр), полковник Дегтяренко Николай Антонович (с 25.06.1944); | 540 огмдн / 1; 526 огмдн / 2; 67 огмдн / 3; 539 огмдн / 4; парковый д-н (из 96, 300, 575 и 576 огмдн);                                                             |
| 6-я гвардейская тяжёлая миномётная Ленинградская Краснознамённая орденов Кутузова и Богдана Хмельницкого бригада           | подполковник Волков Алексей Александрович (с 2.1943, в 1.1943 — зам. ком-ра 5-го и 6-го формир. бригад, с 7.1943 -ком-р 321 ГМП), полковник Лобанов Андрей Михайлович (с 6.1943 — 1946); | 523 огмдн / 1; 524 огмдн / 2; 525 огмдн / 3; 577 огмдн / 4; парковый д-н (из 578 огмдн);                                                                           |
| 7-я гвардейская тяжёлая миномётная Свирская Краснознаменная орденов Суворова, Кутузова и Александра Невского бригада       | майор / подполковник Григорьев Михаил Григорьевич (с 2.1943 — 1946); | 512 огмдн / 1; 509 огмдн / 2; 573 огмдн / 3; 574 огмдн / 4; парковый д-н;                                                                                          |
| 8-я гвардейская миномётная Ясская бригада                                                                                  | полковник Шубный Максим Ефимович (с дек.1942, с 5.1943 — Нач. 3-й АОГ ГМЧ СЗФ, в 1945 — ком-р 37 ГМБр), подполковник / полковник Шейнин Абрам Овсеевич (с апреля 1943—1945); | 80 огмдн / 1; 81 огмдн / 2; 612 (1-е) / 82 огмдн (2-е ф.) / 3; 613 огмдн / 4; парковый д-н (из 614 огмдн (1-е ф.));                                                |
| 9-я гвардейская миномётная Кёнигсбергская ордена Александра Невского бригада                                               | подполковник Мартынов Георгий Иванович (с 1.1943 по 4.1944, затем Нач. 2-й АОГ ГМЧ 3 БелФ), полковник Коротун Михаил Назарович (с 4.1944); полковник Брюхов Дмитрий Тимофеевич (4.11.1944-9.5.1945) | 513 огмдн / 1; 514 огмдн / 2; 543 огмдн / 3; 544 огмдн / 4; парковый д-н (из 542 огмдн (1-е ф.));                                                                  |
| 10-я гвардейская миномётная Новгородская бригада                                                                           | подполковник / полковник Каморный Юрий Александрович (с 12.1942 — 9.1945); | 83 огмдн / 1; 84 огмдн / 2; 85 огмдн / 3; 86 огмдн / 4; 90 огмдн / 5; 93 огмдн / 6;                                                                                |
| 11-я гвардейская миномётная Кёнингсбергская Краснознамённая бригада                                                        | подполковник / полковник Прудников Павел Афанасьевич (с 25.12.1942); | 73 огмдн / 1; 78 огмдн / 2; 79 огмдн / 3; 582 огмдн (2-е ф.) / 4; парковый д-н;                                                                                    |
| 12-я гвардейская миномётная Новгородская бригада                                                                           | майор / подполковник / полковник Кутанин Сергей Алексеевич (с 11.1942 по 6.1944, затем ком-р 174 ИПАП), майор Ясюнас Михаил Николаевич (с 1.06.1944 по 8.09.1944, с 9.1944 — ком-р 28 ГМП), подполковник Егоров Александр Алексеевич (с 8.09.1944 — 9.1945); | 556 огмдн / 1; 557 огмдн / 2; 558 огмдн / 3; 559 огмдн / 4; 560 огмдн / 5; 561 огмдн / 6; парковый д-н;                                                            |
| 13-я гвардейская миномётная Эльбингская Краснознамённая ордена Богдана Хмельницкого бригада                                | подполковник / полковник Куличук Родион Данилович (с 23.12.1942 — 1945); | 70 огмдн / 1; 88 огмдн / 2; 98 огмдн / 3; 100 огмдн / 4; парковый д-н (из 92 огмдн (1-е ф.);                                                                       |
| 14-я гвардейская миномётная бригада                                                                                        | подполковник / полковник Пуховкин Виктор Александрович (с 3.1943 по 8.1944, потом ком-р 41 ГМП), полковник Ковчур Николай Минович (с 9.1944 до 9.1945); | 65 огмдн / 1; 69 огмдн / 2; 87 огмдн / 3; 504 огмдн / 4; парковый д-н (из 506 и 99 огмдн);                                                                         |
| 15-я гвардейская миномётная Висленская Краснознамённая орденов Суворова и Кутузова бригада                                 | полковник Франченко Петр Иванович (с 1943—1945), полковник Воробьев Николай Васильевич (временно в 10.1943, ком-р 18 ГМБр); | 76 огмдн / 1; 507 огмдн / 2; 517 огмдн / 3; 519 огмдн / 4; парковый д-н;                                                                                           |
| 16-я гвардейская миномётная Краснознамённая, ордена Кутузова бригада                                                       | подполковник / полковник Вальченко Петр Иванович (с 12.1942, в 1946 — ком-р 2 ГМБр), полковник Карпачев Сергей Моисеевич (с 3.1946 до 1948); | 518 огмдн / 1; 521 огмдн / 2; 508 огмдн / 3; 522 огмдн / 4; парковый д-н (из 520 огмдн (1-е ф.);                                                                   |
| 17-я гвардейская тяжёлая миномётная Берлинская Краснознамённая бригада                                                     | подполковник / полковник Жежерук Николай Степанович (с 12.1942 — 22.04.1945 — погиб), врио ком-ра бр-ды и замком по с/ч 26 ГМБр подполковник Черненко Петр Григорьевич (с 23.04.1945), Герой Советского Союза (21.03.1940) полковник Шутов Пётр Васильевич (с 5.1945); | 515 огмдн / 1; 530 огмдн / 2; 533 огмдн / 3; 535 огмдн / 4; парковый д-н (из 510 и 511 огмдн);                                                                     |
| 18-я гвардейская миномётная Львовская Краснознамённый орденов Кутузова и Александра Невского бригада                       | подполковник / полковник Воробьев Николай Васильевич (с 1943—1947, в 10.1943 — ком-р 15 ГМБр (временно)); | 66 огмдн / 1; 516 огмдн / 2; 536 огмдн / 3; 247 / 580 огмдн (2-е ф.) / 4; парковый д-н;                                                                            |
| 19-я гвардейская тяжёлая миномётная Берлинская орденов Кутузова и Богдана Хмельницкого бригада                             | подполковник Гринкруг Григорий Наумович (с 1.1943, в 11.1943 — ком-р 29 ГМБр), майор / подполковник Черкасов Николай Степанович (с 7.1943 — 1944, переведен в 22 ГМБр — зам.по тылу), полковник Кондратенко Семен Тимофеевич (с 1944 — 7.1945); | 97 огмдн / 1; 581 огмдн / 2; 583 огмдн / 3; 584 огмдн / 4; парковый д-н;                                                                                           |
| 20-я гвардейская тяжёлая миномётная Берлинская дважды Краснознамённая бригада                                              | полковник Богдан Михаил Никитович (с 1943 до 4.1944, затем ком-р 2 ГМД), полковник Прокопов Иван Григорьевич (с 4.1944 до 5.1945), полковник Чумак Марк Маркович (с 7.1945); | 91 огмдн / 1; 94 огмдн / 2; 95 огмдн / 3; 587 огмдн / 4; парковый д-н (из 505 огмдн);                                                                              |
| 21-я гвардейская миномётная Рижская ордена Кутузова бригада                                                                | подполковник Артемьев Алексей Иванович (с 7.1943 до 5.1944, потом ком-р 303 ГМП), полковник Сердобольский Константин Григорьевич (с 5.1944 — 10.1945); | 545 огмдн / 1; 546 огмдн / 2; 548 огмдн / 3; 588 огмдн / 4; |
| 22-я гвардейская миномётная Краснознамённая орденов Кутузова и Богдана Хмельницкого бригада                                | полковник Еремеев Константин Павлович (с 1.1943 до 12.1944, затем замком по ГМЧ 8 гв. А), полковник Русанов Владимир Васильевич (с 1.01.1945); | 549 огмдн / 1; 550 огмдн / 2; 551 огмдн / 3; 552 огмдн / 4; парковый д-н (из 589 и 591 огмдн);                                                                     |
| 23-я гвардейская тяжёлая миномётная Познанская Краснознамённая ордена Богдана Хмельницкого бригада                         | полковник Корытько Николай Николаевич (с 18.01.1943 до 20.12.1943, с 5 по 7.1943 — ком-р 28 ГМБр, затем ком-р 4 ГМБр), полковник Гражданкин Виктор Иванович (май — июль 1943, затем ком-р 28 ГМБр), полковник Осадченко Терентий Феофанович (с 21.12.1943 до окт. 1944, затем замком по ГМЧ 65 А), полковник Царев Павел Петрович (с 10.1944 — 10.1945);                                                                   | 75 огмдн / 1; 501 огмдн / 2; 553 огмдн / 3; 554 огмдн / 4; парковый д-н;                                                                                           |
| 24-я гвардейская миномётная Кёнигсбергская Краснознамённая бригада                                                         | подполковник Виниченко Степан Иванович (с 2. до 5.1943, затем Нач. 2-й АОГ ГМЧ ЗапФ), подполковник Коротун Михаил Назарович (с 5.1943 до 30.08.1943 — тяжело ранен, затем ком-р 9 ГМБр), врио подполковник Кульков Николай Андреевич (с 30.08.1943 по 20.11.1943, одновременно — зам.нач ОГ ГМЧ ЗапФ), подполковник / полковник Горохов Михаил Петрович (с 11.1943 — 10.1945);                                             | 593 огмдн / 1; 594 огмдн / 2; 595 огмдн / 3; 599 огмдн / 4; парковый д-н;                                                                                          |
| 25-я гвардейская миномётная Свирская Краснознамённая орденов Суворова, Кутузова и Богдана Хмельницкого бригада             | подполковник Красильников Михаил Александрович (с 2.1943, с 7.1943 — ком-р 26 ГМБр), майор Василенко Н. Т. (в 6.1943), подполковник / полковник Небоженко, Тихон Никитович (с 7.1943); | 596 огмдн / 1; 597 огмдн / 2; 598 огмдн / 3; 600 огмдн / 4; парковый д-н;                                                                                          |
| 26-я гвардейская тяжёлая миномётная Берлинская ордена Суворова бригада                                                     | подполковник / полковник Красильников Михаил Александрович (с 7.1943 — 10.1945); | 502 огмдн (2-е ф.) / 1; 503 огмдн / 2; 248 (1-е ф.) / 510 огмдн / 3; 579 огмдн (2-е ф.) / 4; парковый д-н;                                                         |
| 27-я гвардейская миномётная Ясловская ордена Кутузова бригада                                                              | полковник Запорожчук Степан Иосифович (с 1.1944 по 6.1945); | 1 гмдн; 2 гмдн; 3 гмдн; 4 гмдн; парковый д-н; |
| 28-я гвардейская миномётная Будапештская бригада                                                                           | полковник Корытько Николай Николаевич(с 5 до 7.1943 (временно), затем ком-р 23 ГМБр), Герой Советского Союза (с 28.04.1945) полковник Гражданкин Виктор Иванович (с июля 1943 по июнь 1944, затем ком-р 11 ЛАБр), полковник Катков Дмитрий Иванович (с 6 по 11.1944), полковник Лупанов Михаил Антонович (с 11.1944), подполковник Хитин Александр Васильевич(с 10.1945), полковник Ганюшкин Александр Федорович (9.1946); | 505 огмдн / 1; 547 огмдн / 2; 3 гмдн; 4 гмдн; парковый д-н; |
| 29-я гвардейская миномётная Нижнеднепровская бригада                                                                       | полковник Гринкруг Григорий Наумович (с 11.1943), генерал-майор арт. Тверецкий Александр Фёдорович (с 3.1945 — 10.1945, затем — ком-р 22-й БрОН РГК (переим. в 72-й инжБр РГК); | 1 гмдн; 2 гмдн; 3 гмдн; 4 гмдн; парковый д-н; |
| 30-я гвардейская миномётная Перекопская ордена Кутузова бригада                                                            | полковник Черняк Тимофей Федорович (с 5.1943 — 11.1945); | 1 гмдн; 2 гмдн; 3 гмдн; 4 гмдн; парковый д-н; Ныне — 439-я гвардейская реактивная артиллерийская бригада                                                           |
| 31-я гвардейская миномётная Севастопольская орденов Суворова и Кутузова бригада                                            | полковник Носырев Алексей Андреевич (с 10.1943 (мая 1944) — 1946); | 611 огмдн / 1; 612 огмдн (2-е ф.) / 2; 614 огмдн (2-е ф.) / 3; 615 огмдн / 4; парковый д-н;                                                                        |
| 32-я гвардейская миномётная Тарнопольская Краснознамённая орденов Кутузова и Александра Невского бригада                   | полковник Белов Ефим Матвеевич (с 1944); | 1 гмдн; 2 гмдн; 3 гмдн; 4 гмдн; парковый д-н; |
| 33-я гвардейская миномётная Ясская бригада                                                                                 | полковник Еременко Владимир Федорович (с 12.1943); | 1 гмдн; 2 гмдн; 3 гмдн; 4 гмдн; парковый д-н; |
| 34-я гвардейская миномётная бригада                                                                                        | полковник Ерохин Анатолий Иванович (с 10.03.1945, умер от ран — 8.05.1945), подполковник Семенов Семен Иванович (с 9.05.1945 по 21.05.1945), полковник Парновский Леонид Захарович (с 21.05.1945); | 1 гмдн; 2 гмдн; 3 гмдн; парковый д-н; |
| 35-я Отдельная гвардейская миномётная Речицко-Бранденбургская Краснознамённая ордена Богдана Хмельницкого бригада РГК      | Герой Советского Союза (4.05.1945) полковник Соболев Михаил Иванович (с 8.1943 до 6.1944, затем ком-р 9 ГАБр 5 АДП), подполковник Юрин Василий Потапович (10 — 12.1943, затем ком-р 32 ОГМБр), Герой Советского Союза (31.05.1945) полковник Ушаков Николай Григорьевич (с 6.1944); | 114 ГМП; 115 ГМП; 131 ГМП; 210 ГМП; (В состав ГМЧ не входила); |
| 36-я гвардейская миномётная Познанская Краснознамённая ордена Александра Невского бригада                                  | полковник Потемкин Сергей Тимофеевич (с 21.10.1944 — 1946); | 1 гмдн; 2 гмдн; 3 гмдн; парковый д-н; |
| 37-я гвардейская миномётная ордена Кутузова бригада                                                                        | полковник Шубный Максим Ефимович (1945); замполит подполковник Лисогор Василий Яковлевич; | 1 гмдн; 2 гмдн; 3 гмдн; парковый д-н; |
| 38-я гвардейская миномётная ордена Богдана Хмельницкого бригада                                                            | полковник Толмачев Матвей Евгеньевич (с 12.1944 — 1946); | 1 гмдн; 2 гмдн; 3 гмдн; парковый д-н; |
| 39-я гвардейская миномётная бригада                                                                                        | полковник Василевич Роман Романович (с 1944), подполковник Никитин Н. И. (в 5.1945); | 1 гмдн; 2 гмдн; 3 гмдн; парковый д-н; |
| 40-я гвардейская миномётная бригада                                                                                        | полковник Чумак Марк Маркович (с 11.1944, с 7.1945 — ком-р 20 ТГМБр); | прим.: Учебная бригада; Формировалась и дислоцировалась в Московском учебном лагере ГМЧ с 11.1944 по 7.1945 гг. Один учебный д-н; Участвовала в Параде Победы;     |
| 41-я гвардейская миномётная Померанская орденов Богдана Хмельницкого и Александра Невского бригада                         | полковник Карелин Евгений Иванович (убит 5.03.1945), полковник Вахромеев Иван Михайлович (с 22.03.1945, быв. ком-р 63 ГАБр), полковник Бондаренко Иван Иванович (с 10.1945 — 1946); | 398 огмдн / 1; 409 огмдн / 2; 410 огмдн / 3; 4-й д-н; парковый д-н;                                                                                                |
| 43-я гвардейская тяжёлая миномётная бригада                                                                                | полковник Зубков Семен Васильевич (с 10.1945, быв. ком-р 33 гв. лабр); | прим.: преобразован в 10.1945 г. из 33 гв. лабр; (В состав ГМЧ не входила);                                                                                        |